# Festuca irtyshensis
Festuca irtyshensis är en gräsart som beskrevs av Evgenii Borisovich Alexeev. Festuca irtyshensis ingår i släktet svinglar, och familjen gräs. Inga underarter finns listade i Catalogue of Life.